# 구리하라 가쓰시
구리하라 가쓰시(일본어: 栗原 克志, 1977년 7월 29일 ~ )는 일본의 전 축구 선수이다.

## 구단 경력
1996년 J1리그의 제프 유나이티드 이치하라에 입단했다. 1999년까지 38경기에 출전, 1998년에 J리그컵 준우승. 1999년후 현역 은퇴.